# Ernst Eberhard (Autor)
Ernst Eberhard (* 16. September 1901 in Bern; † 14. September 1978 in Unterseen, Kanton Bern) war ein Schweizer Schriftsteller und Maler.

## Leben
Ernst Eberhard wuchs in Bern auf, wo er die Matura am Gymnasium Kirchenfeld machte. Nach Studien an den Universitäten in Bern und Neuenburg sowie der Kunstschule in Neuenburg arbeitete er ab 1925 als Sekundarlehrer in Unterseen.
Er verfasste zahlreiche Erzählungen und Romane, besonders für Jugendliche. Daneben hinterliess er ein malerisches Werk, das vor allem Ölbilder umfasst.
Eberhard war Mitglied im Berner Schriftsteller Verein (BSV).

## Auszeichnungen
- 1950: Literaturpreis der Stadt Bern

## Werke
- Buben im Saft. Schlaefli, Interlaken 1935.
- Wer siegt? Schlaefli, Interlaken 1935.
- Grosser Tom. Eine Erzählung aus den Bergen für die Jugend. Schlaefli, Interlaken 1941.
- Der Sohn des Venners. Eine vaterländische Geschichte aus harter Zeit. Schlaefli, Interlaken 1941.
- Scharfschützen 1798. SJW, Zürich 1943.
- Junge Kraft. Francke, Bern 1944.
- Um Heimat und Hof. SJW, Zürich 1946.
- Toni fasst Mut. Evangelischer Verlag, Zollikon 1946.
- Benedicht und der steinerne Martin. Evangelischer Verlag, Zollikon 1947.
- Die Brüder vom Fürstenhof. Erzählung. Friedrich Reinhardt, Basel 1947.
- HD Zigerlig. Novelle. Reinhardt, Basel 1947.
- Hütet euch am Morgarten! SJW, Zürich 1947.
- Frau Lotte und ihr Kind. Roman einer Ehe. Reinhardt, Basel 1948.
- Köbi. Evangelischer Verlag, Zollikon 1951.
- Peters List. Evangelischer Verlag, Zollikon 1952.
- Das Geheimnis der Doris. Evangelischer Verlag, Zollikon 1953.
- Der Messerschmied / Im Zwielicht unterwegs. Zwei Erzählungen. Reinhardt, Basel 1953.
- Der Schwarze Tod im Berner Oberland. SJW, Zürich 1953.
- Stärne u Gwülch i der Heilige Nacht. Füf Wiehnechtsgschichte. Reinhardt, Basel 1954.
- Schlimme Tage in Unspunnen. SJW, Zürich 1955.
- Die Lichter brennen. Weihnachtsgeschichten. Reinhardt, Basel 1958.
- Das verwegene Spiel. Erzählungen. Blaukreuzverlag, Bern 1961.
- Autostopp. Erzählungen für Buben und Mädchen. Blaukreuzverlag, Bern 1962.
- Diviko und die Römer. SJW, Zürich 1966.
- Winkelrieds Opfertod. SJW, Zürich 1969.
- Die Waisen von Stans. Eine Erzählung von den Schreckenstagen in Nidwalden und dem Vater Pestalozzi. SJW, Zürich 1970.
- Kolumban und Gallus. Glaubensboten aus Irland. SJW, Zürich 1971.